# Purwaraharja
Purwaraharja is een bestuurslaag in het regentschap Tasikmalaya van de provincie West-Java, Indonesië. Purwaraharja telt 2916 inwoners (volkstelling 2010).